# Mýtiny (Nové Hrady)
Mýtiny, dříve Kropšlák (německy Kropfschlag) jsou zaniklá obec na území města Nové Hrady.

## Historie
V 18. století byla poblíž obce zahájena těžba železné rudy. V roce 1930 zde stálo 43 domů a žilo 185 obyvatel. V roce 1939 měla obec 312 obyvatel.[4] Po uzavření Mnichovské dohody byla ves v letech 1938 až 1945 pod názvem Kropfschlag připojena k Německé říši. Po 2. světové válce došlo k vysídlení skoro všech německých obyvatel. V roce 1948 došlo ke změně názvu obce na Mýtiny.[5] V roce 1960 obec zanikla. Dne 22. května 2022 se zde konalo svěcení obnovené kaple svatého Rocha.

## Obecní správa
V letech 1869–1930 k obci patřilo Světví.

## Galerie

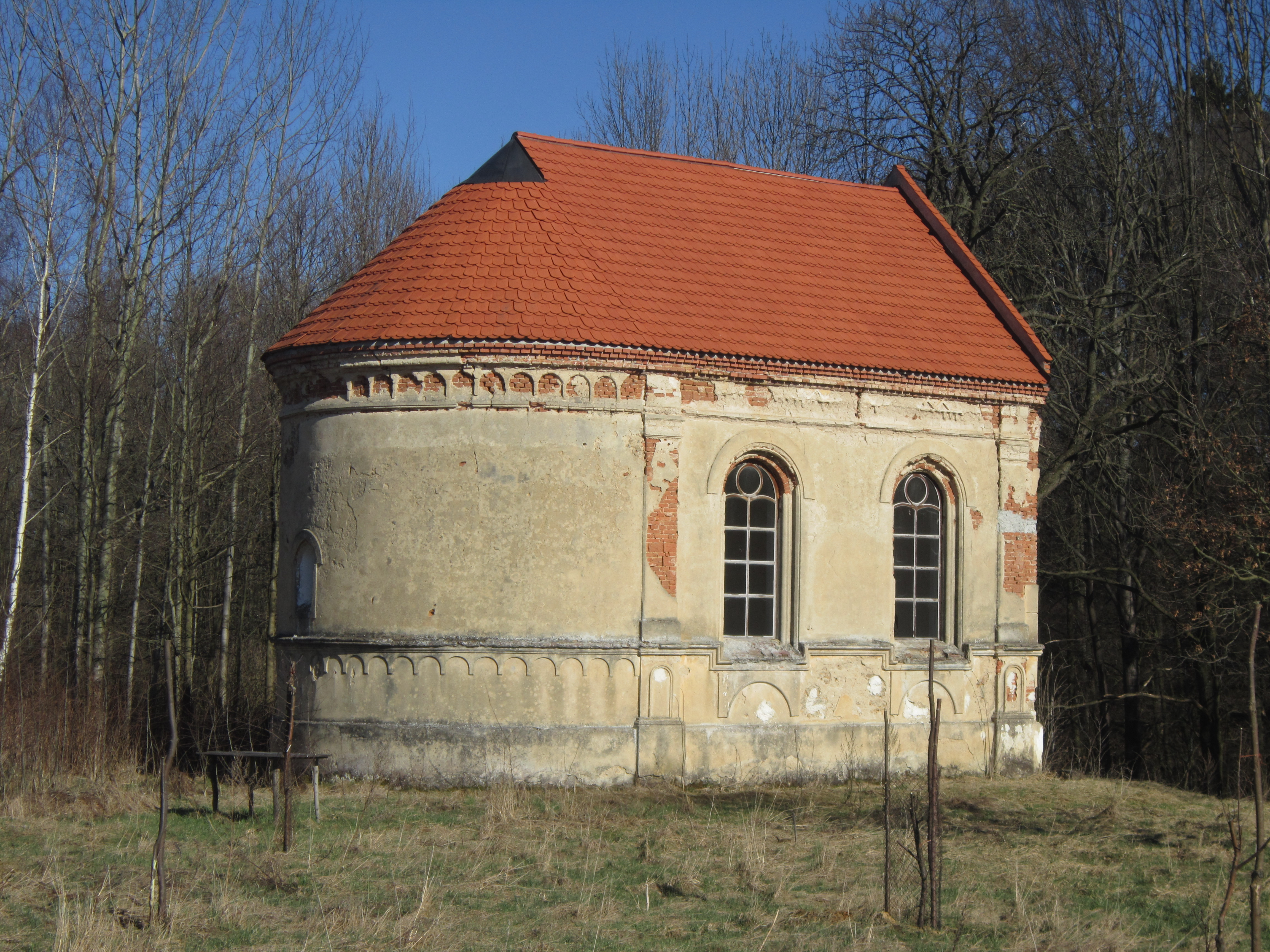
Kaple svatého Rocha
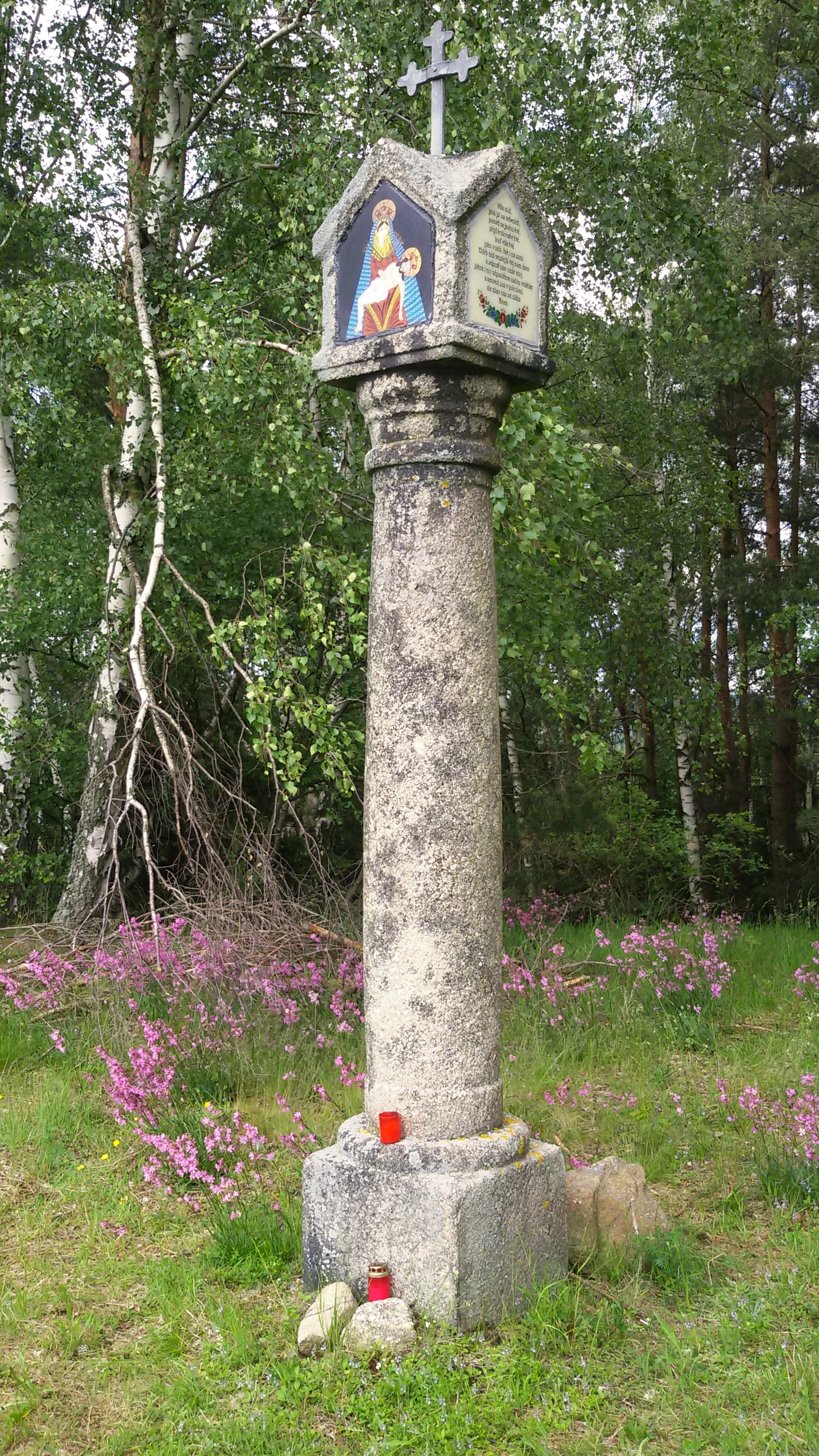
Mýtiny, boží muka